# Акантофтальмус Кюля
Акантофта́льмус Кю́ля, или колючегла́зый вьюн Кю́ля (лат. Pangio kuhlii) — вид рыб из семейства вьюновых (Cobitidae). Видовое название дано в честь немецкого зоолога Генриха Куля (1797—1821). Аквариумная рыба.
Рыбы с вытянутым змеевидным телом, достигающие в длину 12 см при продолжительности жизни до 10 лет. Окрашены в тёмные тона с 6—10 яркими вертикальными полосами, брюшная сторона более светлая. На голове расположены две пары усиков, глаза покрыты прозрачной кожей. Представители обитают в Юго-Восточной Азии в неглубоких пресных водоёмах со слабым течением.